# Juan Jose Toribio
Juan Jose Toribio (ur. 23 maja 1940) – hiszpański ekonomista, emerytowany profesor IESE Business School.

## Życiorys
Absolwent ekonomii uniwersytetu barcelońskiego (1964). Ukończył International Teachers Program (ITP) Harvard Business School (1965) oraz uzyskał doktorat z ekonomii na Uniwersytecie Chicagowskim (1970). Od 1968 pracował w  IESE Business School. 
W swojej karierze zawodowej pracował m.in. w Banku Hiszpanii (1970–1974) i Ministerstwie Finansów (1977–1979) W latach 1991–1995 był dyrektorem Giełdy Papierów Wartościowych w Madrycie a w latach 1996–1998 executive director w Międzynarodowego Funduszu Walutowego w Waszyngtonie. 
Był kilkakrotnie w Polsce. W roku 2011 wystąpił podczas międzynarodowej konferencji CEE IPO Summit.

## Linkowania zewnętrzne
- Juan Jose Toribio - Biogram IESE, iese.edu (ang.)